# Roger Buchika
Roger Buchika (Haverhill, 31 ottobre 1944 – Atkinson, 18 dicembre 2011) è stato uno sciatore alpino statunitense.

## Biografia
Sciatore polivalente, Roger Buchika debuttò in campo internazionale in occasione degli Eastern ASA Championships 1964 (Stowe, 13-15 marzo), dove si classificò 7º nella discesa libera, 6º nello slalom gigante e non completò lo slalom speciale, e ai successivi Campionati statunitensi 1964 (Winter Park, 20-22 marzo) vinse la medaglia di bronzo nello slalom speciale; nel 1965 entrò nella nazionale statunitense e gareggiò fino al 1966: disputò le sue ultima gare alla High Sierra Cup di quell'anno (Heavenly Valley, 1-3 aprile), senza ottenere risultati di rilievo. Non prese parte a rassegne olimpiche o iridate.

## Palmarès

### Campionati statunitensi
- 1 medaglia:
  - 1 bronzo (slalom speciale nel 1964[3])

### Campionati statunitensi juniores
- 1 oro (slalom speciale[1])